# Championnats du monde de semi-marathon 2016
Navigation
Championnats du monde 2014 Championnats du monde 2018
Les 22es Championnats du monde de semi-marathon ont eu lieu le 26 mars 2016 à Cardiff, au Pays de Galles. Ils sont organisés par l'IAAF et l'université de Cardiff.
Les deux courses d'une longueur de 21,097 km se déroulent sur un parcours urbain.

## Hommes

### Podiums
| Épreuves            | Or                                                              | Argent                                                           | Bronze                                                                 |
| ------------------- | --------------------------------------------------------------- | ---------------------------------------------------------------- | ---------------------------------------------------------------------- |
| Course individuelle | Geoffrey Kamworor 59 min 10 s (SB)                              | Bedan Karoki 59 min 36 s (SB)                                    | Mohamed Farah 59 min 59 s (SB)                                         |
| Par équipes         | Kenya Geoffrey Kamworor Bedan Karoki Simon Cheprot Edwin Kiprop | Éthiopie Abayneh Ayele Tamirat Tola Mule Wasihun Teshome Mekonen | Érythrée Abrar Osman Nguse Amlosom Hiskel Tewelde Samson Gebreyohannes |

### Classement
| Rang               | Athlète                   | Pays | Temps           | Notes |
| ------------------ | ------------------------- | ---- | --------------- | ----- |
| Médaille d'or      | Geoffrey Kipsang Kamworor |      | 59 min 10 s     | SB    |
| Médaille d'argent  | Bedan Karoki Muchiri      |      | 59 min 36 s     | SB    |
| Médaille de bronze | Mo Farah                  |      | 59 min 59 s     | SB    |
| 4                  | Abayneh Ayele             |      | 59 min 59 s     | PB    |
| 5                  | Tamirat Tola              |      | 1 h 0 min 06 s  | PB    |
| 6                  | Simon Cheprot             |      | 1 h 0 min 12 s  | SB    |
| 7                  | Abrar Osman               |      | 1 h 0 min 58 s  | SB    |
| 8                  | Mule Wasihun              |      | 1 h 1 min 11 s  | SB    |
| 9                  | Edwin Kiprop Kiptoo       |      | 1 h 1 min 21 s  |       |
| 10                 | Stephen Mokoka            |      | 1 h 01 min 27 s | SB    |
| 11                 | Teshome Mekonen           |      | 1 h 01 min 39 s | SB    |
| 12                 | Edwin Kipyego             |      | 1 h 01 min 52 s |       |
| 13                 | Nguse Amlosom             |      | 1 h 01 min 54 s |       |
| 14                 | Paul Pollock              |      | 1 h 02 min 46 s | SB    |
| 15                 | Callum Hawkins            |      | 1 h 02 min 51 s |       |
| 16                 | Guye Adola                |      | 1 h 03 min 26 s |       |
| 17                 | Hiskel Tewelde            |      | 1 h 03 min 26 s | SB    |
| 18                 | Ayad Lamdassem            |      | 1 h 03 min 29 s | SB    |
| 19                 | Hassan Chahdi             |      | 1 h 03 min 30 s | SB    |
| 20                 | Michael Shelley           |      | 1 h 03 min 33 s | SB    |
| 21                 | Robert Chemonges          |      | 1 h 03 min 39 s | PB    |
| 22                 | Naoki Kudo                |      | 1 h 03 min 41 s |       |
| 23                 | Timothy Ritchie           |      | 1 h 03 min 49 s | SB    |
| 24                 | Samsom Gebreyohannes      |      | 1 h 04 min 03 s |       |
| 25                 | Stefano La Rosa           |      | 1 h 04 min 05 s | SB    |
| 26                 | Jared Ward                |      | 1 h 04 min 05 s | SB    |
| 27                 | Dewi Griffiths            |      | 1 h 04 min 10 s | PB    |
| 28                 | Minato Oishi              |      | 1 h 04 min 11 s |       |
| 29                 | Keijiro Mogi              |      | 1 h 04 min 19 s |       |
| 30                 | Jhordan Alonso Ccope      |      | 1 h 04 min 23 s | SB    |

## Femmes

### Podiums
| Épreuves            | Or                                                                      | Argent                                                                 | Bronze                                                  |
| ------------------- | ----------------------------------------------------------------------- | ---------------------------------------------------------------------- | ------------------------------------------------------- |
| Course individuelle | Peres Jepchirchir 1 h 7 min 31 s                                        | Cynthia Jerotich Limo 1 h 7 min 34 s                                   | Mary Wacera Ngugi 1 h 7 min 54 s                        |
| Par équipes         | Kenya Peres Jepchirchir Cynthia Jerotich Limo Mary Wacera Gladys Chesir | Éthiopie Netsanet Gudeta Genet Yalew Dehininet Demsew Askale Alemayehu | Japon Yuka Ando Miho Shimizu Mizuki Matsuda Hisami Ishi |

### Classement
| Rang               | Athlète                     | Pays | Temps           | Notes |
| ------------------ | --------------------------- | ---- | --------------- | ----- |
| Médaille d'or      | Peres Jechirchir            |      | 1 h 07 min 31 s |       |
| Médaille d'argent  | Cynthia Jerotich Limo       |      | 1 h 07 min 34 s |       |
| Médaille de bronze | Mary Wacera Ngugi           |      | 1 h 07 min 54 s |       |
| 4                  | Netsanet Gudeta             |      | 1 h 08 min 01 s | SB    |
| 5                  | Genet Yalew                 |      | 1 h 08 min 15 s |       |
| 6                  | Gladys Chesir Kiptagelai    |      | 1 h 08 min 46 s |       |
| 7                  | Pascalia Chepkorir Kipkoech |      | 1 h 09 min 44 s | SB    |
| 8                  | Dehininet Demsew            |      | 1 h 10 min 13 s | PB    |
| 9                  | Gladys Tejeda               |      | 1 h 10 min 14 s | AR    |
| 10                 | Yuka Ando                   |      | 1 h 10 min 34 s |       |
| 11                 | Janet Cherobon-Bawcom       |      | 1 h 10 min 46 s | SB    |
| 12                 | Eloise Wellings             |      | 1 h 10 min 47 s |       |
| 13                 | Milly Clark                 |      | 1 h 10 min 48 s | PB    |
| 14                 | Miho Shimizu                |      | 1 h 10 min 51 s |       |
| 15                 | Sara Hall                   |      | 1 h 10 min 58 s |       |
| 16                 | Veronica Inglese            |      | 1 h 10 min 59 s | SB    |
| 17                 | Mizuki Matsuda              |      | 1 h 11 min 00 s |       |
| 18                 | Cassie Fien                 |      | 1 h 11 min 13 s | PB    |
| 19                 | Kellys Arias                |      | 1 h 11 min 21 s | PB    |
| 20                 | Lanni Marchant              |      | 1 h 11 min 26 s | SB    |
| 21                 | Vianey de la Rosa           |      | 1 h 11 min 52 s | PB    |
| 22                 | Margarita Hernández         |      | 1 h 11 min 56 s | PB    |
| 23                 | Tarah Korir                 |      | 1 h 12 min 04 s | PB    |
| 24                 | Askale Alemayehu            |      | 1 h 12 min 28 s | SB    |
| 25                 | Kellyn Taylor               |      | 1 h 12 min 42 s | SB    |
| 26                 | Laurane Picoche             |      | 1 h 12 min 43 s | SB    |
| 27                 | Alyson Dixon                |      | 1 h 12 min 57 s | SB    |
| 28                 | Brianne Nelson              |      | 1 h 13 min 01 s | SB    |
| 29                 | Sinke Dessie                |      | 1 h 13 min 12 s | PB    |
| 30                 | Angie Orjuela               |      | 1 h 13 min 16 s | SB    |